# Запалка
Запалката е портативно устройство за бързо получаване на огън. В зависимост от използваното гориво в тях, се разделят основно на газови и бензинови. Те се разделят на различни видове в зависимост от начина, по който се извършва запалването на горивото.
През 1932 година американският предприемач Джордж Блейдел разработва бензинова запалка Зипо, отличаваща се с малки размери, удобство в използването и висока надеждност. .
С разработването на газовите запалки, използващи за гориво пропан-бутан, те придобиват голяма популярност поради липсата на острата бензинова миризма.

## Видове запалки

### Бензинова запалка
Горивото (бензина) се подава през фитил от стъклотъкан или естествено влакно вследствие на естественото капилярно действие от резервоара към мястото на горене.

### Газова запалка
Горивото в случая изтича през един редуциращ вентил с високо налягане от резервоара към горивната дюза. Газовите запалки не работят добре при много ниски температури, тъй като налягането на газа спада.

### Електрическа запалка
В този случай вместо открит пламък се използва нагревателна жичка, която се захранва от обикновено акумулаторна батерия. Този вид нагряване е достатъчен само за запалване на цигара или за запалването на открит пламък от някъкъв вид гориво.

## Устройство за запалване
Използват се няколко принципа на запалване:
- Запалване от искра, получена при търкане на феросплави от вида на цериево-железни сплави с друг твърд материал като например кремък, чрез завъртане на колелцето на запалката;
- Запалване с нагрят предмет (например загрята от електрически ток проводникова нишка);
- Запалване с електрическа искра, възникваща при бързо затваряне и отваряне на електрически контакт или от пиезопластинка, която от удара на механизма на запалване създава високо напрежение, което от своя страна създава електрическа искра.

## Сигурност
От 11 март 2008 година в ЕС не трябва да се използват обикновени запалки без осигуровки за използване от деца, както и запалки с ефекти за забавление. Причината е случаите от предизвикването на пожари от деца.
По време на граждански полети е недопустимо транспортирането на ветроустойчиви запалки с факелен стоящ пламък, както и газовигорелки, съдове с газ, повече от една запалка и други. Забранено е носенето на запалки под формата на пистолети и друго оръжие.